# Strauss Innovation
Strauss Innovation GmbH, gevestigd in Langenfeld bij Düsseldorf, was een Duitse warenhuisketen. In 2012 had het bedrijf 78 vestigingen in het hele land, waarvan ongeveer 40 in Noordrijn-Westfalen, de thuisbasis van het bedrijf.

## Geschiedenis
In 1902 openden Heinrich en Maria Strauss een winkel voor fournituren, witgoed en wol in de Altstadt van Düsseldorf. De familie Strauss bleef tot 1989 het bedrijf leiden als een familiebedrijf. Het filialennet was toen nog grotendeels beperkt tot Noordrijn-Westfalen.

### Landelijke uitbreiding vanaf 1992
Het bedrijf werd in 1989 verkocht aan de werknemer Peter Geringhoff. Daarna werd het filialennet landelijk sterk uitgebreid. Het hoofdkantoor verhuisde van Düsseldorf naar Langenfeld. In 1992 werd de eerste vestiging in Berlijn geopend. In 2002 vierde Strauss zijn 100-jarig bedrijfsjubileum. Het oprichtingsjaar was bij veel filialen ook herkenbaar aan het opschrift "Strauss 1902". Op dat moment werden er ook vestigingen geopend in Noord-Duitsland en in de omgeving van Frankfurt, waar Strauss niet eerder was vertegenwoordigd. 
Ten tijde van de grootste uitbreiding van Strauss Innovation door Peter Geringhoff, had het bedrijf meer dan 2.000 medewerkers en behaalde het een omzet van € 280 miljoen.
Peter Geringhoff droeg het bedrijf in 2004 over aan zijn zoon Peter Jr. In 2005 had het bedrijf 2.005 medewerkers en een omzet van € 260 miljoen. In 2006 werd het 100e filiaal geopend. De economische situatie van het bedrijf verslechterde geleidelijk door concurrentie van Aldi en Lidl, die ook wekelijks nieuwe vergelijkbare aanbiedingen aanbood, en het grote, constant beschikbare assortiment van de webwinkel Amazon.
In 2008 nam de financiële investeerder EQT het bedrijf over. Dit redde het bedrijf van de financiële ondergang. Er werden 15 vestigingen gesloten en 430 banen geschrapt. Op 9 december 2011 maakte EQT bekend dat het Strauss Innovation had verkocht aan de financiële investeerder Sun Capital Partners.

### Insolventie
Op 30 januari 2014 vroeg het bedrijf uitstel van betaling aan wegens een dreigend faillissement. Op 30 maart 2014 heeft de rechtbank van Düsseldorf een insolventieprocedure onder eigen beheer voor de winkelketen goedgekeurd. In het kader van het herstructureringsplan werden 19 van de 96 onrendabele vestigingen gesloten en bijna 300 van de ongeveer 1.400 medewerkers ontslagen. Op 15 augustus 2014 besloot de crediteurencommissie tot verkoop aan de investeringsmaatschappij Mühleck Family Office nadat deze een overtuigend herstelplan had voorgelegd.  Op 4 november 2014 werd het insolventieplan van Strauss Innovation GmbH & Co. KG definitief goedgekeurd en op 12 december 21014 was de verkoop aan de Mühleck Family Office juridisch afgerond.
Op 19 juni 2015 vroeg Strauss Innovation met 77 vestigingen en 1.100 medewerkers opnieuw het faillissement aan bij de rechtbank van Düsseldorf wegens insolventie .  De rechtbank stelde de Düsseldorfse advocaat Horst Piepenburg aan als curator.
Na het faillissement nam de Deutsche Mittelstandsholding in het najaar van 2015 een groot deel van het bedrijf over als nieuwe investeerder, waaronder 55 vestigingen. Sindsdien opereert het bedrijf als Strauss Innovation GmbH. De logistiek die voorheen door Strauss Logistik GmbH werd uitgevoerd, is begin 2016 uitbesteed aan dienstverlener Meyer &amp; Meyer. Andreas Pulver, die het bedrijf gereorganiseerd heeft  was vanaf september 2016 algemeen directeur.
Op 22 september 2016 vroeg Strauss Innovation opnieuw het faillissement aan. De bevoegde rechtbank stelde de Düsseldorfse advocaat Dirk Andres aan als curator.
Op 2 december 2016 verklaarde de curator dat de zoektocht naar een nieuwe investeerder was mislukt. De circa 670 medewerkers van het bedrijf verloren hun baan en de 57 vestigingen werden gesloten. Medio maart 2017 zijn alle vestigingen gesloten. Ook de in oktober 2010 gelanceerde webshop werd gesloten.